# 陈庆益
陈庆益（1925年—2012年），男，湖北黄陂人，中国数学家，曾任兰州大学数学系教授、博士生导师，中国数学会理事。